# Torneio Citadino de Goiânia
O Campeonato Goianiense de Futebol Amador, também conhecido como Citadino de Goiânia e Campeonato da Cidade, foi a liga goianiense de futebol amador entre clubes de Goiânia e outros municípios, sendo a principal competição futebolística do estado de Goiás na era amadora. Foi por meio dela que eram indicados os representantes goianienses para o Campeonato Goiano (juntamente com o campeão do interior e do campeão anapolino). 
A competição foi criada pela Federação Goiana de Futebol em 17 de março de 1940, para suprir a falta de uma competição no estado de Goiás. Assim como nas demais regiões, foi criado também o Torneio Início.
Na década de 30, houve dois campeonatos (1938 e 1939). O torneio de 1938 foi organizado pelo Atlético, já o de 1939 pela Papelaria Vanguarda.. 
Desde a criação do torneio, em 1940, um total de 3 clubes já ganharam o Citadino de Goiânia, o Goiânia Esporte Clube, o maior campeão com catorze títulos, o Atlético Goianiense com cinco e o Vila Nova com apenas um.

## História

### Origens
Apesar do significativo sucesso do futebol durante as década de 1900 a 1930, o estado de Goiás estava deficitário no cenário futebolístico. Não existia nenhuma entidade organizadora de campeonatos e os clubes eram obrigados a disputar amistosos para sobreviverem. Com a construção da nova capital, Goiânia, o entusiasmo de criar-se uma liga era enorme. Após o sucesso de torneios e jogos amistosos feitos principalmente pelo Goiânia e Atlético, no dia 19 de junho de 1939 foi fundada a Liga de Esportes do Estado de Goiás. Em 1 de novembro do mesmo ano, a Liga é extinta para a fundação da FGF..

### Fundação
| Temporada | Campeão |
| --------- | ------- |
| 1940      | Goiânia |
| 1943      | Goiânia |

No início de 1940, uma proposta para a criação de uma competição foi entregue, com a promessa de que traria mais dinheiro para os clubes. O acordo dos membros fundadores foi assinado em 7 de março de 1940 e estabeleceu os princípios básicos para a criação do Citadino de Goiânia..
O campeonato teve a sua primeira temporada em 1940 e foi originalmente composto por 5 clubes. Os 5 membros inaugurais da nova liga foram: Atlético, Campinas, ECG, Goiânia e CE Operário.

## Formato da competição

O conquistou o titulo estadual de 1957 (em 1959) e foi rebaixado no Campeonato Goianiense de 1959. Isto é, o clube foi campeão estadual e rebaixado no citadino no mesmo ano.

O formato do Campeonato Goianiense sempre foi de pontos corridos, tendo como modificações durante os anos a quantidade de times e de turnos disputada (turno único, turno e returno e até três turnos); e o modelo de desempate.
Na edição de 1959, em uma reunião extraordinária, ocorrida em 8 de abril de 1959, foi aprovada e regulamentada a criação de uma segunda divisão para o Campeonato Goianiense de Amadores. O presidente da Federação Goiana de Futebol era Waldyr Castro Quinta.

LEI DESPORTIVA N. 4/59, DE 8 DE ABRIL DE 1959 Cria a Primeira e Segunda Divisão, instituindo o acesso e descenso, para disputa dos Campeonatos Goianienses de Futebol Amador.

### Qualificação para a competição estadual
As edições do Campeonato Goianiense de 1947, 1957, 1959-1961 davam vaga para o Campeonato Goiano de Futebol Amador. Os três clubes que conseguiram a vaga para a disputa estadual foram Atlético Goianiense, Goiânia e Vila Nova. Os clubes que conseguiram o título estadual foram o Goiânia e o Vila Nova. Já o Atlético, amargurou dois vice-campeonatos para times do interior.

### Equipes do interior
Apesar de ser um campeonato municipal, a FGF permitia que clubes filiados do interior disputassem o certame. As cidades de Anápolis, Inhumas, Morrinhos, Nova Veneza e Pires do Rio tiveram representantes em algumas edições do Campeonato Goianiense. A primeira tentativa de um time do interior disputar o torneio foi em 1943, quando  os dirigentes do Anápolis Sport Club estavam dispostos a inscreverem o time no campeonato. Porém, só foi na edição de 1946 que o primeiro clube do interior disputou a competição, no caso o próprio Anápolis SC.

## Clubes
Um total de 26 clubes já participaram do Campeonato Goianiense desde a sua primeira edição, em 1940. O Goiânia é o único clube que participou de todas as edições: 20 no total.
No período de 1943 a 1961, três equipes participaram de todas as 19 edições: Atlético Goianiense, Goiânia e Goiás. Vila Nova aparece em seguida, com quatro edição a menos, devido à desistência de disputar o campeonato entre 1951-1954.

### Participações dos clubes
Os vinte seis clubes que participaram da competição:
| Clubes               | Cidade       | Participações | Anos                   |
| -------------------- | ------------ | ------------- | ---------------------- |
| Goiânia              | Goiânia      | 20            | 1940, 1943-1961        |
| Atlético Goianiense  | Goiânia      | 19 (*)        | 1943-1961              |
| Goiás                | Goiânia      | 19            | 1943-1961              |
| Vila Nova            | Goiânia      | 15            | 1943-1950 e 1955–1961  |
| Botafogo             | Goiânia      | 12            | 1948-1959              |
| União                | Goiânia      | 9             | 1946-1954              |
| Campineira           | Goiânia      | 7             | 1955-1961              |
| Anapolina            | Anápolis     | 4             | 1948, 1950–1951 e 1953 |
| Goianás              | Nova Veneza  | 4             | 1956–1959              |
| Ferroviário          | Goiânia      | 4             | 1958–1961              |
| Anápolis             | Anápolis     | 3             | 1950-1951 e 1953       |
| São Luíz             | Goiânia      | 3             | 1955–1957              |
| Campinas             | Goiânia      | 2             | 1940 e 1944            |
| Anápolis SC          | Anápolis     | 2             | 1946-1947              |
| Inhumas              | Inhumas      | 2             | 1947 e 1950            |
| Flamengo             | Anápolis     | 2             | 1950-1951              |
| São Francisco        | Anápolis     | 2             | 1951 e 1953            |
| Nova Vila            | Goiânia      | 2             | 1955-1956              |
| São Paulo            | Goiânia      | 2             | 1956-1957              |
| ECG                  | Goiânia      | 1             | 1940                   |
| Operário             | Goiânia      | 1             | 1940                   |
| Comercial            | Goiânia      | 1             | 1943                   |
| Pires do Rio         | Pires do Rio | 1             | 1952                   |
| Ipiranga             | Anápolis     | 1             | 1953                   |
| América de Morrinhos | Morrinhos    | 1             | 1959                   |
| Santa Rita           | Goiânia      | 1             | 1959                   |

(*) O Atlético Goianiense abandonou o Campeonato Goianiense de 1940 e seus jogos, logo a sua participação, foram anulados.

## Estádios
O Citadino de Goiânia foi disputada em apenas dois estádios.
| Rank | Nome            | Inaugurado | Mandante | Cidade  |
| ---- | --------------- | ---------- | -------- | ------- |
| 1    | Olímpico        | 1941       | Goiânia  | Goiânia |
| 2    | Antonio Accioly | 1937       | Atlético | Goiânia |

## Campeões

### Anteriores a Federação
| Edição                                  | Ano                                     | Campeão                                 | Vice-campeão                            |
| Torneio organizado entre os dois clubes | Torneio organizado entre os dois clubes | Torneio organizado entre os dois clubes | Torneio organizado entre os dois clubes |
| --------------------------------------- | --------------------------------------- | --------------------------------------- | --------------------------------------- |
| 1ª                                      | 1938                                    | Atlético Goianiense Corintians Goiano   | Não houve                               |
| Taça Vanguarda                          |                                         |                                         |                                         |
| 2ª                                      | 1939                                    | Goiânia                                 | Atlético Goianiense                     |

### Campeões do Citadino
Títulos ganhos por clube (%)
| Edição                                              | Ano                                                 | Campeão | Vice-campeão | Terceiro lugar | Quarto lugar |
| Campeonato Goianiense não reconhecido como estadual | Campeonato Goianiense não reconhecido como estadual | Campeonato Goianiense não reconhecido como estadual                                                                                         | Campeonato Goianiense não reconhecido como estadual                                                                                         | Campeonato Goianiense não reconhecido como estadual                                                                                         | Campeonato Goianiense não reconhecido como estadual                                                                                         |
| --------------------------------------------------- | --------------------------------------------------- | --- | --- | --- | --- |
| 1ª                                                  | 1940                                                | Goiânia (1) | Operário | ECG | Campinas |
| —                                                   | 1941                                                | O Campeonato Goianiense não foi realizado — Participantes: América de Goiânia, Atlético Goianiense, Campinas, Goiânia e Tiro de Guerra 323. | O Campeonato Goianiense não foi realizado — Participantes: América de Goiânia, Atlético Goianiense, Campinas, Goiânia e Tiro de Guerra 323. | O Campeonato Goianiense não foi realizado — Participantes: América de Goiânia, Atlético Goianiense, Campinas, Goiânia e Tiro de Guerra 323. | O Campeonato Goianiense não foi realizado — Participantes: América de Goiânia, Atlético Goianiense, Campinas, Goiânia e Tiro de Guerra 323. |
| 2ª                                                  | 1943                                                | Goiânia (2) | Comercial | Goiás | Atlético Goianiense |
| Campeonato Goianiense reconhecido como estadual     |                                                     | | | | |
| 3ª                                                  | 1944                                                | Atlético Goianiense (1) | Goiânia | Goiás | Vila Nova |
| 4ª                                                  | 1945                                                | Goiânia (3) | Goiás | Atlético Goianiense | Vila Nova |
| 5ª                                                  | 1946                                                | Goiânia (4) | Atlético Goianiense | Anápolis SC | Goiás |
| 6ª                                                  | 1947                                                | Atlético Goianiense (2) | Goiânia | Anápolis SC | Goiás |
| 7ª                                                  | 1948                                                | Goiânia (5) | Atlético Goianiense | Goiás | Anapolina |
| 8ª                                                  | 1949                                                | Atlético Goianiense (3) | Goiânia | Goiás | Araguaia |
| 9ª                                                  | 1950                                                | Goiânia (6) | Araguaia | Goiás | Atlético Goianiense |
| 10ª                                                 | 1951                                                | Goiânia (7) | Goiás | Atlético Goianiense | Anapolina |
| 11ª                                                 | 1952                                                | Goiânia (8) | Atlético Goianiense | Goiás | Pires do Rio |
| 12ª                                                 | 1953                                                | Goiânia (9) | Goiás | Atlético Goianiense | Anápolis |
| 13ª                                                 | 1954                                                | Goiânia (10) | Atlético Goianiense | Botafogo | Goiás |
| 14ª                                                 | 1955                                                | Atlético Goianiense (4) | Goiânia | Goiás | Sírio Libanês |
| 15ª                                                 | 1956                                                | Goiânia (11) | Goiás | Atlético Goianiense | Goianás |
| 16ª                                                 | 1957                                                | Atlético Goianiense (5) | Goiânia | Goiás | Mariana |
| 17ª                                                 | 1958                                                | Goiânia (12) | Atlético Goianiense | Vila Nova | Campineira |
| 18ª                                                 | 1959                                                | Goiânia (13) | Atlético Goianiense | Campineira | Vila Nova |
| 19ª                                                 | 1960                                                | Goiânia (14) | Goiás | Vila Nova | Atlético Goianiense |
| 20ª                                                 | 1961                                                | Vila Nova (1) | Atlético Goianiense | Goiânia | Campineira |

## Resultados

### Por clube
| Clube               | Títulos                                                                                  | Vices                                         | Terceiro lugar                                      | Quarto lugar                | Total de vezes no top 4 |
| ------------------- | ---------------------------------------------------------------------------------------- | --------------------------------------------- | --------------------------------------------------- | --------------------------- | ----------------------- |
| Goiânia             | 14 (1940, 1943, 1945, 1946, 1948, 1950, 1951, 1952, 1953, 1954, 1956, 1958, 1959 e 1960) | 5 (1944, 1947, 1949, 1955 e 1957)             | 1 (1961)                                            | 0                           | 20                      |
| Atlético Goianiense | 5 (1944, 1947, 1949, 1955 e 1957)                                                        | 7 (1946, 1948, 1952, 1954, 1958, 1959 e 1961) | 4 (1945, 1951, 1953 e 1956)                         | 3 (1943, 1950 e 1960)       | 19                      |
| Vila Nova           | 1 (1961)                                                                                 | 1 (1950)                                      | 2 (1958 e 1960)                                     | 4 (1944, 1945, 1949 e 1959) | 8                       |
| Goiás               | 0                                                                                        | 5 (1945, 1951, 1953, 1956 e 1960)             | 8 (1943, 1944, 1948, 1949, 1950, 1952, 1955 e 1957) | 3 (1946, 1947 e 1954)       | 16                      |
| Operário            | 0                                                                                        | 1 (1940)                                      | 0                                                   | 0                           | 1                       |
| Comercial           | 0                                                                                        | 1 (1943)                                      | 0                                                   | 0                           | 1                       |
| Anápolis SC         | 0                                                                                        | 0                                             | 2 (1946 e 1947)                                     | 0                           | 2                       |
| Campineira          | 0                                                                                        | 0                                             | 1 (1959)                                            | 3 (1957, 1958 e 1961)       | 4                       |
| Botafogo            | 0                                                                                        | 0                                             | 1 (1954)                                            | 1 (1955)                    | 2                       |
| ECG                 | 0                                                                                        | 0                                             | 1 (1940)                                            | 0                           | 1                       |
| Anapolina           | 0                                                                                        | 0                                             | 0                                                   | 2 (1948 e 1951)             | 2                       |
| Campinas            | 0                                                                                        | 0                                             | 0                                                   | 1 (1940)                    | 1                       |
| Pires do Rio        | 0                                                                                        | 0                                             | 0                                                   | 1 (1952)                    | 1                       |
| Anápolis            | 0                                                                                        | 0                                             | 0                                                   | 1 (1953)                    | 1                       |
| Goianás             | 0                                                                                        | 0                                             | 0                                                   | 1 (1955)                    | 1                       |

### Título por cidade
| Cidade  | Títulos | Equipes                                               |
| Goiânia | 20      | Goiânia (14), Atlético Goianiense (5) e Vila Nova (1) |

### Por cidade
| Cidade       | Títulos | Vices | 3º lugar | 4º lugar |
| ------------ | ------- | ----- | -------- | -------- |
| Goiânia      | 20      | 20    | 18       | 15       |
| Anápolis     | 0       | 0     | 2        | 3        |
| Nova Veneza  | 0       | 0     | 0        | 1        |
| Pires do Rio | 0       | 0     | 0        | 1        |

## Artilheiros
Ao todo, 14 jogadores diferentes já foram artilheiros de uma edição de Campeonato Goianiense, uma vez que em uma ocasião a artilharia terminou empatada por dois atletas. O maior goleador de uma única temporada é Foca, que anotou 28 gols na campanha do título do Goiânia em 1951.

### Por edição
A lista abaixo contempla os artilheiros de cada edição do Campeonato Goianiense:
| Ano  | Artilheiro(s)  | Clube(s)            | Gols           |
| ---- | -------------- | ------------------- | -------------- |
| 1940 | Sem informação | Sem informação      | Sem informação |
| 1943 | Vavá           | Goiânia             | 8              |
| 1944 | Ari            | Atlético Goianiense | 8              |
| 1945 | Mateba         | Goiânia             | 9              |
| 1946 | Tarzan         | Vila Nova           | 12             |
| 1947 | Dido           | Atlético Goianiense | 17             |
| 1948 | Tarzan         | Atlético Goianiense | 21             |
| 1949 | Tarzan         | Atlético Goianiense | 18             |
| 1950 | Elson Salsicha | Goiânia             | 18             |
| 1951 | Foca           | Goiânia             | 28             |
| 1952 | Foca           | Goiânia             | 20             |
| 1953 | Foca           | Goiânia             | 26             |
| 1954 | Elson Salsicha | Goiânia             | 5              |
| 1954 | Fábio André    | União               | 5              |
| 1955 | Fábio          | Atlético Goianiense | 21             |
| 1956 | Tão Segurado   | Goiás               | 22             |
| 1957 | Dimas Diniz    | Goianás             | 18             |
| 1958 | Orestes        | Goiânia             | 15             |
| 1959 | Laílson        | Goiânia             | 8              |
| 1960 | Laílson        | Goiânia             | 10             |
| 1961 | Gibrair        | Vila Nova           | 10             |

## Estatísticas

### Maiores goleadas

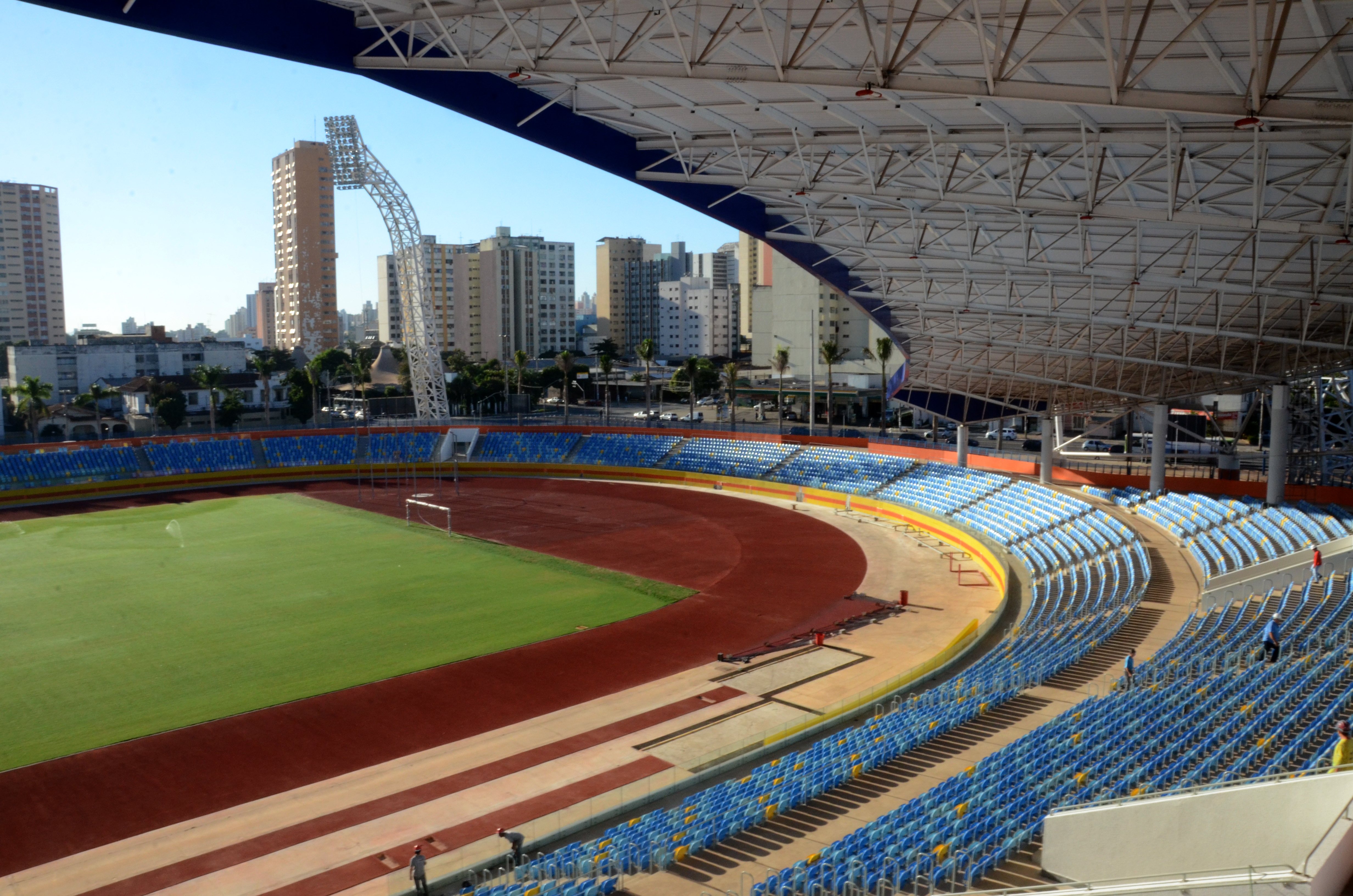
O Estádio Olímpico Pedro Ludovico Teixeira foi palco da maior goleada do Campeonato Goianiense.

A maior goleada da história do Campeonato Goianiense, considerando a diferença de gols, foi a vitória do Atlético Goianiense por 14–0 sobre o Botafogo, pelo 2º turno da edição de 1948. A equipe de Campinas se aproveitou da fragilidade do rival, que nessa edição já havia sofrido duas goleadas anteriormente: 9–0 contra o Goiânia e 12–0 frente ao próprio Atlético Goianiense.
Além da maior goleada, outros três resultados aconteceram apenas uma vez: um 14–1 entre Goianás e São Paulo pelo campeonato de 1957,  um 13–0 do Goiânia sobre o Botafogo na edição de 1951  e o já citado 12–0 do Atlético Goianiense no Botafogo em 1948.
Já o resultado de 11–0 ocorreu quatro vezes: a primeira, na partida entre Atlético Goianiense e Vila Nova, pela segunda rodada do campeonato de 1944. A segunda foi a vitória do Atlético Goianiense sobre o Botafogo, na edição de 1950. Enquanto a terceira, foi ocasionada pelo Goiás em cima do São Paulo no torneio de 1956. Por fim, a quarta foi a vitória do Goiás sobre o São Luiz em 1957.
As goleadas por 10–0 ocorrem em cinco partidas: quatro foram feitas pelo Goiânia e uma pelo Vila Nova.
Estas são as treze maiores goleadas da história do Campeonato Goianiense:
| Nº | Mandante            | Placar | Visitante                | Estádio         | Data           | Ano  | Ref.   |
| -- | ------------------- | ------ | ------------------------ | --------------- | -------------- | ---- | ------ |
| 1  | Botafogo            | 0–14   | Atlético Goianiense      | Pedro Ludovico  | 19 de setembro | 1948 | [ 17 ] |
| 2  | São Paulo           | 1–14   | Goianás                  | Antônio Accioly | 27 de julho    | 1957 | [ 20 ] |
| 3  | Goiânia             | 13–0   | Botafogo                 | Pedro Ludovico  | 12 de agosto   | 1951 | [ 21 ] |
| 4  | Atlético Goianiense | 12–0   | Botafogo                 | Antônio Accioly | 29 de agosto   | 1948 | [ 19 ] |
| 5  | Atlético Goianiense | 11–0   | Vila Nova                | Pedro Ludovico  | 16 de julho    | 1944 | [ 22 ] |
| 5  | Atlético Goianiense | 11–0   | Botafogo                 | Antônio Accioly | 30 de abril    | 1950 | [ 23 ] |
| 5  | São Paulo           | 0–11   | Goiás                    | Antônio Accioly | 29 de setembro | 1956 | [ 24 ] |
| 5  | Goiás               | 11–0   | São Luiz                 | Pedro Ludovico  | 25 de maio     | 1957 | [ 25 ] |
| 6  | Botafogo            | 0–10   | Goiânia                  | Pedro Ludovico  | 26 de setembro | 1948 | [ 26 ] |
| 6  | Vila Nova           | 10–0   | Flamengo                 | Antônio Accioly | 7 de maio      | 1950 | [ 30 ] |
| 6  | Goiânia             | 10–0   | São Francisco Sport Club | Pedro Ludovico  | 17 de junho    | 1951 | [ 27 ] |
| 6  | Goiânia             | 10–0   | Botafogo                 | Pedro Ludovico  | 11 de abril    | 1953 | [ 28 ] |
| 6  | Goiânia             | 10–0   | Santa Rita               | Pedro Ludovico  | 18 de setembro | 1959 | [ 29 ] |

## Premiações
Abaixo, a lista de premiações oferecidas usando-se como base o Campeonato Goianiense:

### Clubes
- Taça dos Invictos - Troféu criado pelo jornalista Lisita Junior, visando estimular o futebol de Goiânia. Ele era entregue ao clube que ficasse mais jogos invicto[31].
- Taça Eficiência[32]
- Taça Disciplina - Troféu entregue ao clube mais disciplinado (menos cartões)[33]